# Neurolestes nigeriensis
Neurolestes nigeriensis – gatunek ważki z rodziny Argiolestidae.
Owad ten jest endemitem Nigerii, znanym tylko z płaskowyżu Obudu w południowo-wschodniej części kraju. Stwierdzenie z Kamerunu może dotyczyć innego gatunku.